# Железнодорожная линия Вентспилс — Тукумс II
Железнодорожная линия Вентспилс — Тукумс II — железнодорожная линия в Латвии протяжённостью 108 километров. Соединяет города Вентспилс и Тукумс. Проходит по территории Вентспилсского, Талсинского, Кандавского и Тукумского краёв. Это однопутная неэлектрифицированная линия 1-й категории. В основном используется для доставки грузов в порт Вентспилс или из него.

## История
Идея строительства линии родилась в 1880-х годах, когда рижский и лиепайский порты перестали справляться с растущим объёмом грузоперевозок. Было решено интенсивнее использовать вентспилсский порт. Первые попытки строительства линии окончились неудачей из-за нехватки финансирования, однако в 1890-х годах начался подъём в экономике, и к идее постройки линии в Вентспилс вернулись. Линия была закончена в 1901 году как часть Московско-Виндавской железной дороги, принадлежащей aкционерному обществу Рыбинско-Бологовской железной дороги. В 1918 году линия перешла под управление государства.

## Пассажирское сообщение на линии
В советское время по линии курсировали две пары маршрута Рига — Елгава — Вентспилс в день: из Риги утром и из Вентспилса вечером и из Риги вечером, а из Вентспилса — утром. В 1995 году утренний поезд из Риги и вечерний из Вентспилса стали курсировать через Юрмалу. В 1998 году через Юрмалу ходили уже оба поезда, пока в августе 2001 года маршрут полностью не закрыли. Вновь поезда пошли по маршруту Рига — Вентспилс лишь через 7 лет — в августе 2008 года. Тогда поезд отправлялся из Риги вечером и из Вентспилса — утром (на линии останавливался в Кандаве, Сабиле, Стенде и в Угале). С октября 2009 года рейс назначался только в конце недели, поезд постарались заменить автобусами и в 2010 году пассажирское сообщение на линии было окончательно закрыто.

## Станции и остановочные пункты
| Километраж | Наименование     | Код    | Местонахождение |
| ---------- | ---------------- | ------ | --------------- |
| 0,0        | ст. Вентспилс    | 098206 | г. Вентспилс    |
| 5,0        | ст. Вентспилс II | 098136 | г. Вентспилс    |
| 12,3       | ст. Элкшкене     | 098121 |                 |
| 22,9       | о.п. Пузе        | 098117 |                 |
| 28,5       | ст. Угале        | 098102 |                 |
| 38,9       | ст. Усма         | 098032 |                 |
| 46,2       | ст. Спаре        | 098028 |                 |
| 57,2       | ст. Личи         | 098013 |                 |
| 65,3       | ст. Стенде       | 098009 |                 |
| 72,6       | ст. Сабиле       | 097909 |                 |
| 79,6       | о.п. Лигциемс    | 097815 |                 |
| 84,4       | ст. Кандава      | 097805 |                 |
| 96,6       | о.п. Пуре        | 097523 |                 |
| 97,7       | ст. Зваре        | 097519 |                 |
| 108,0      | ст. Тукумс II    | 097504 | г. Тукумс       |